# Список государственных гербов
Ниже в алфавитном порядке представлены государственные гербы де-факто независимых государств. Следует отличать государственный герб как официальный символ государства от гербов в целом, которые являются символами конкретных краёв (стран, провинций и так далее), личностей или династий. Гербы в целом присущи в первую очередь европейской цивилизации и следуют строгим правилам построения — геральдике. Государственный герб может как и следовать этим правилам (например, Герб Великобритании), особенно в тех случаях, когда он произошел из личного герба монарха и его семьи, так и не соблюдать их (например, герб Беларуси), однако в русском языке он в любом случае будет называться гербом (в отличие от, например, английского, где не следующие геральдике государственные гербы именуются эмблемами).
| Содержание: Начало — 0–9 А Б В Г Д Е Ё Ж З И К Л М Н О П Р С Т У Ф Х Ц Ч Ш Щ Э Ю Я |

## А

Герб Австралии
Герб Австрии
Герб Азербайджана
Герб Албании
Герб Алжира
Герб Анголы
Герб Андорры
Герб Антигуа и Барбуды
Герб Аргентины
Герб Армении
Герб Афганистана
Герб Абхазии

## Б

Герб Багамских Островов
Герб Бангладеш
Герб Барбадоса
Герб Бахрейна
Герб Беларуси
Герб Белиза
Герб Бельгии
Герб Бенина
Герб Болгарии
Герб Боливии
Герб Боснии и Герцеговины
Герб Ботсваны
Герб Бразилии
Герб Брунея
Герб Буркина-Фасо
Герб Бурунди
Герб Бутана

## В

Герб Вануату
Герб Ватикана
Герб Великобритании
Герб Венгрии
Герб Венесуэлы
Герб Восточного Тимора
Герб Вьетнама

## Г

Герб Габона
Герб Гаити
Герб Гайаны
Герб Гамбии
Герб Ганы
Герб Гватемалы
Герб Гвинеи
Герб Гвинеи-Бисау
Герб Германии
Герб Гондураса
Герб Гренады
Герб Греции
Герб Грузии

## Д

Герб Дании
Герб Джибути
Герб Доминики
Герб Доминиканы

## Е

Герб Египта

## З

Герб Замбии
Герб Зимбабве

## И

Герб Израиля
Герб Индии
Герб Индонезии
Герб Иордании
Герб Ирака
Герб Ирана
Герб Ирландии
Герб Исландии
Герб Испании
Герб Италии

## Й

Герб Йемена

## К

Герб Кабо-Верде
Герб Казахстана
Герб Камбоджи
Герб Камеруна
Герб Канады
Герб Кении
Герб Киргизии (Кыргызстана)[1]
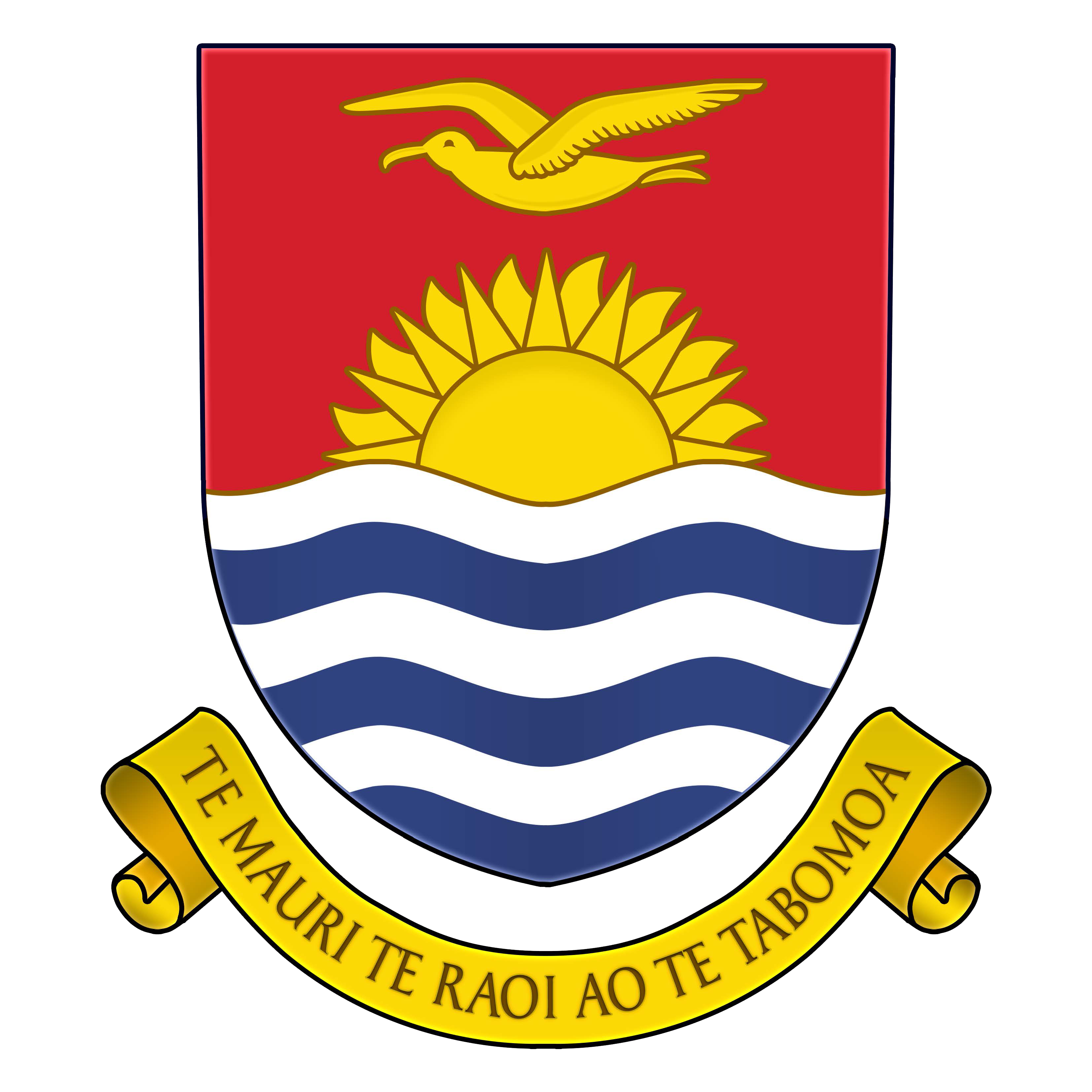
Герб Кирибати
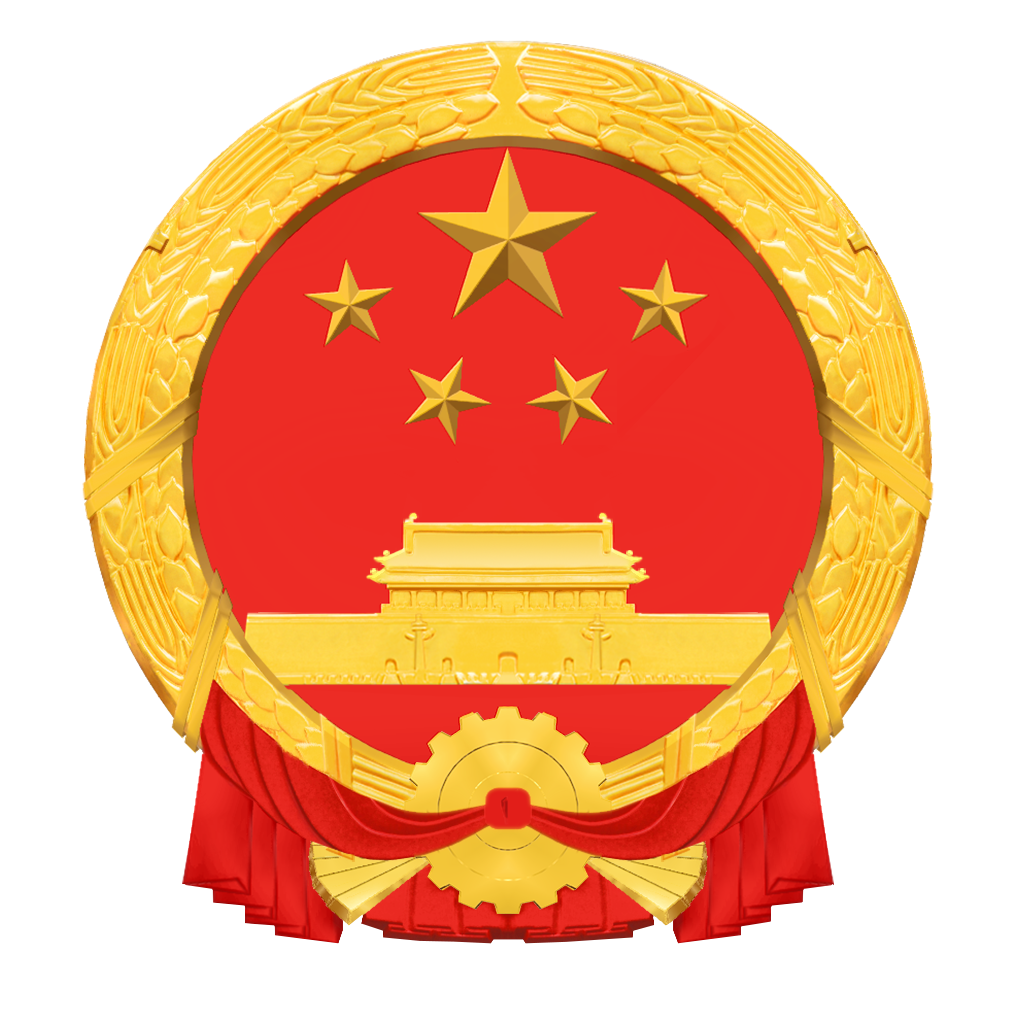
Герб Китая
Герб Колумбии
Герб Союза Коморских Островов
Герб Демократической Республики Конго
Герб Республики Конго
Герб Корейской Народно-Демократической Республики
Герб Республики Корея
Герб Коста-Рики
Герб Кот-д’Ивуара
Герб Кубы
Герб Кувейта

## Л

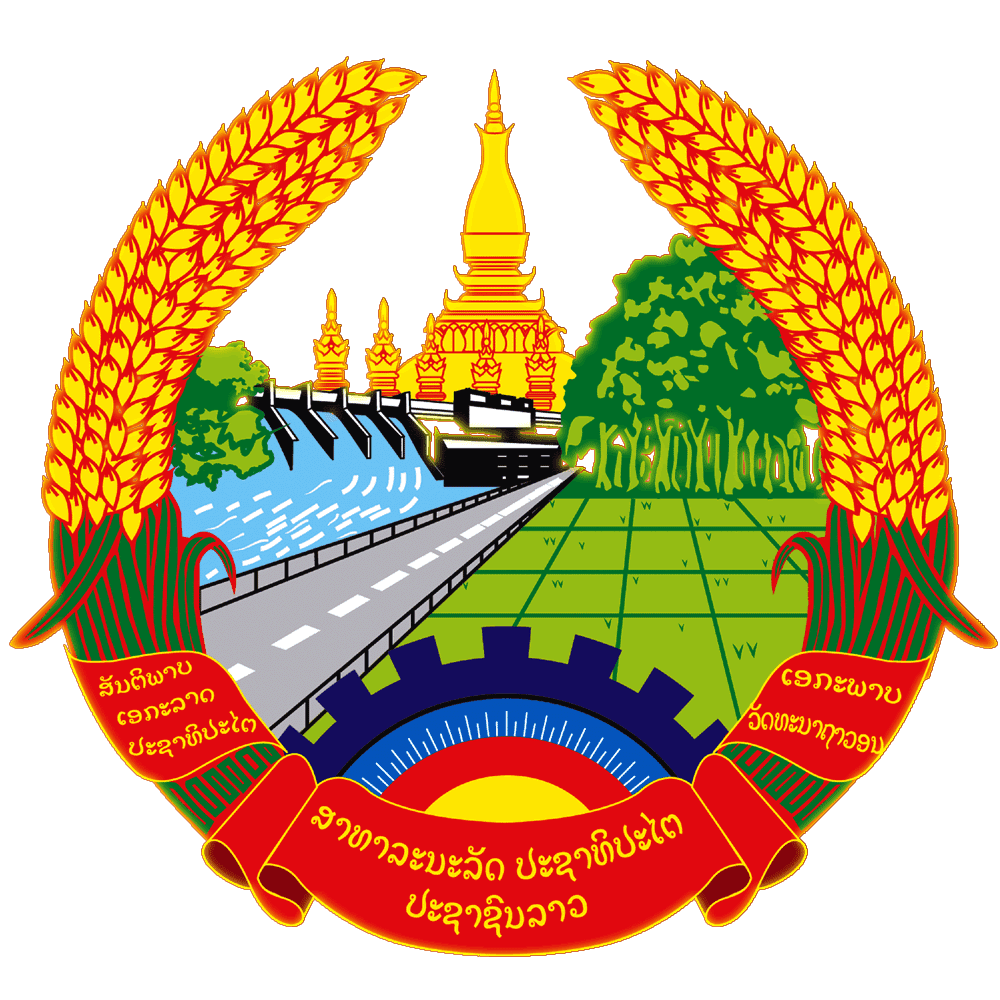
Герб Лаоса
Герб Латвии
Герб Лесото
Герб Либерии
Герб Ливана
Эмблема на паспортах Ливии
Герб Литвы
Герб Лихтенштейна
Герб Люксембурга

## М

Герб Маврикия
Герб Мавритании
Герб Мадагаскара
Герб Малави
Герб Малайзии
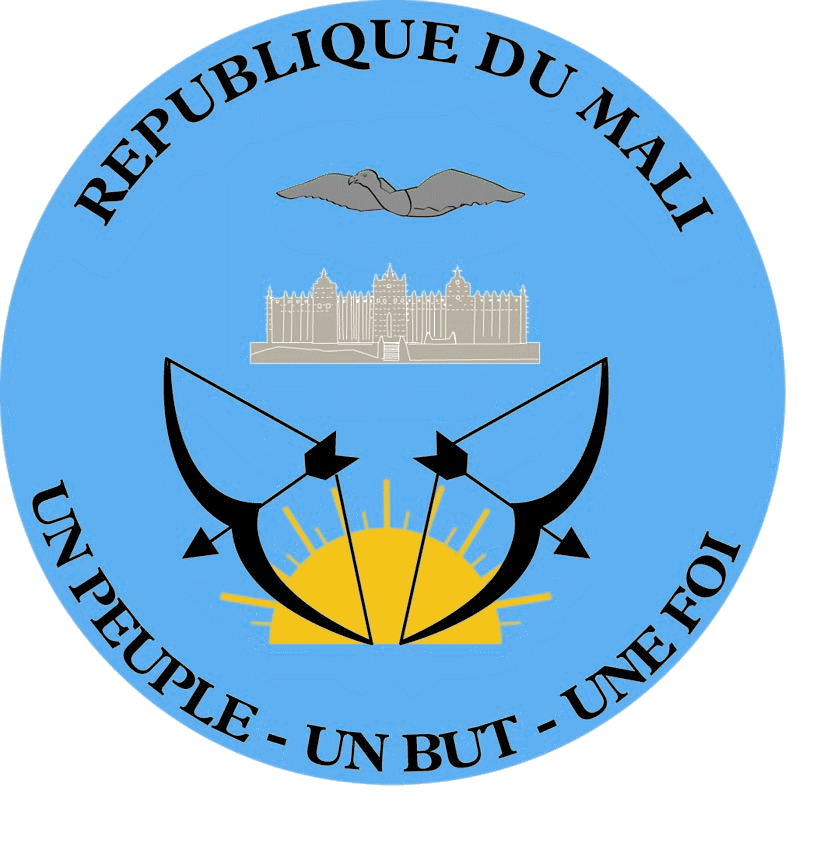
Эмблема Мали
Герб Мальдив
Герб Мальты
Герб Марокко
Печать Маршалловых Островов
Герб Мексики
Печать Микронезии
Герб Мозамбика
Герб Молдовы
Герб Монако
Герб Монголии
Герб Мьянмы

## Н

Герб Намибии
Герб Науру
Герб Непала
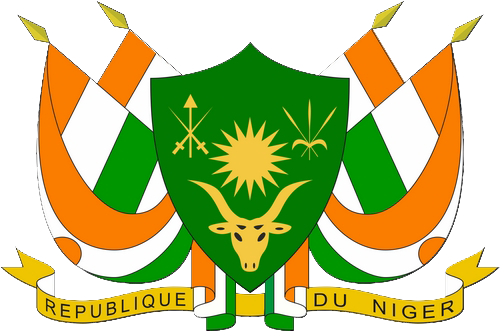
Герб Нигера
Герб Нигерии
Герб Нидерландов
Герб Никарагуа
Герб Новой Зеландии
Герб Норвегии

## О

Герб Объединённых Арабских Эмиратов
Герб Омана

## П

Герб Пакистан
Герб Панамы
Эмблема Папуа — Новой Гвинеи
Герб Парагвая
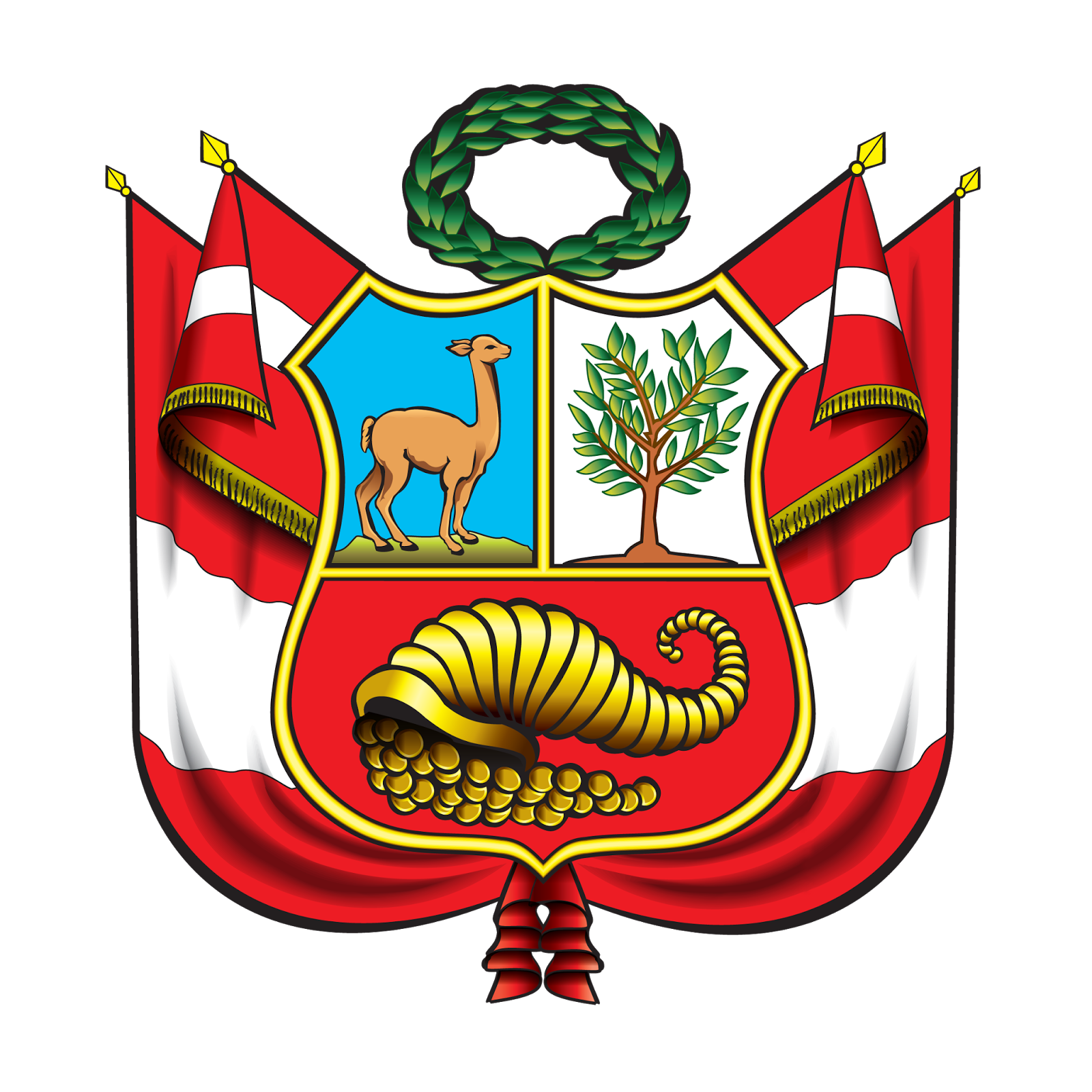
Герб Перу
Герб Польши
Герб Португалии
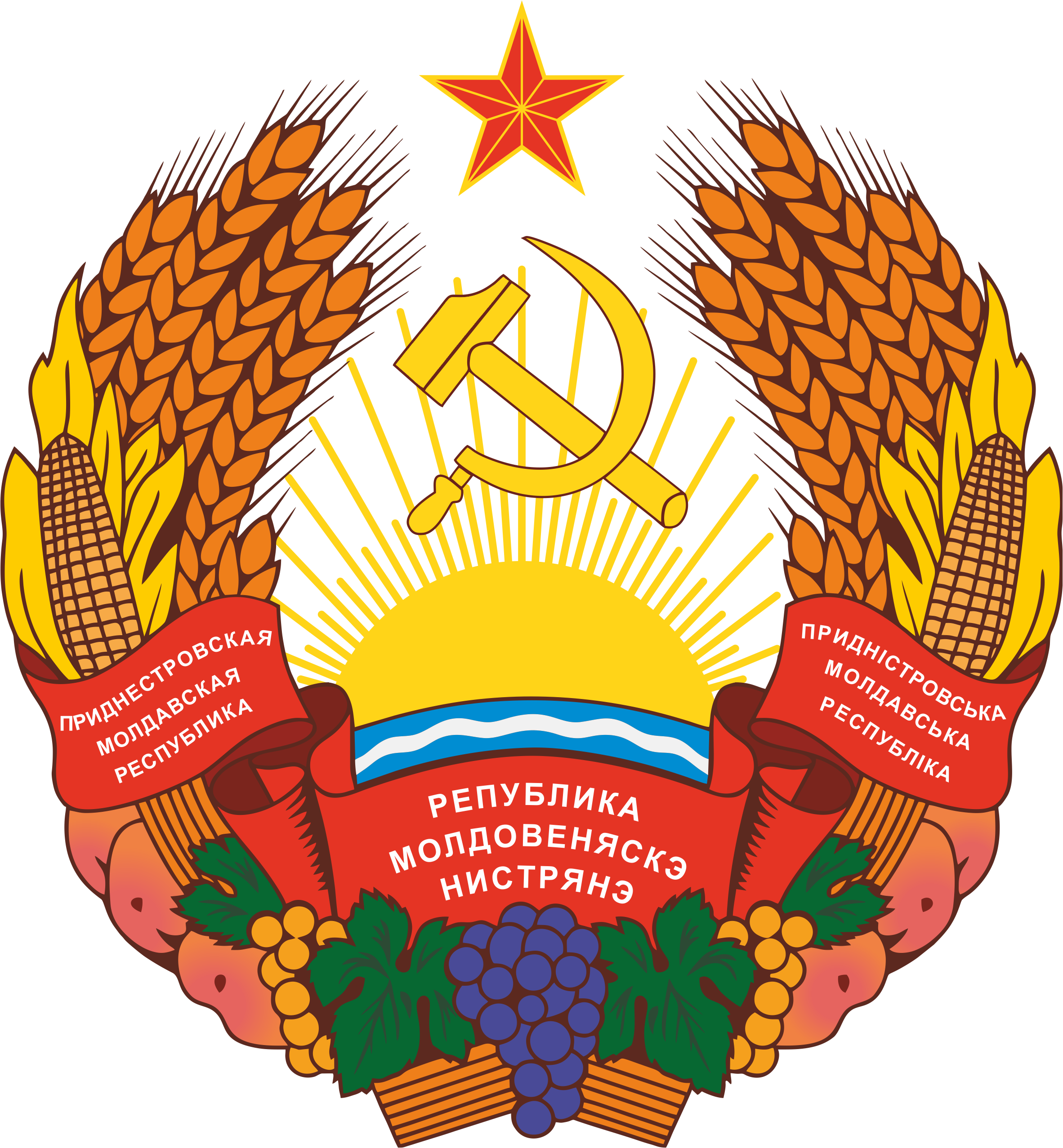
Герб Приднестровья

## Р

Герб России
Герб Руанды
Герб Румынии

## С

Герб Сальвадора
Герб Самоа
Герб Сан-Марино
Герб Сан-Томе и Принсипи
Герб Саудовской Аравии
Герб Северной Македонии
Герб Сейшельских Островов
Герб Сенегала
Герб Сент-Винсента и Гренадин
Герб Сент-Китс и Невиса
Герб Сент-Люсии
Герб Сербии
Герб Сингапура
Герб Сирии
Герб Словакии
Герб Словении
Большая печать Соединённых Штатов Америки
Герб Соломоновых Островов
Герб Сомали
Герб Судана
Герб Суринама
Герб Сьерра-Леоне
Герб Сомалиленд

## Т

Герб Таджикистана
Герб Таиланда
Герб Танзании
Герб Того
Герб Тонга
Герб Тринидада и Тобаго
Герб Тувалу
Герб Туниса
Герб Туркменистана
Неофициальная эмблема Турции

## У

Герб Уганды
Герб Узбекистана
Герб Украины
Герб Уругвая

## Ф

Герб Фиджи
Герб Филиппин
Герб Финляндии
Эмблема Франции

## Х

Герб Хорватии

## Ц

Герб Центральноафриканской Республики

## Ч

Герб Чада
Герб Черногории
Герб Чехии
Герб Чили

## Ш

Герб Швейцарии
Герб Швеции
Герб Шри-Ланки

## Э

Герб Эквадора
Герб Экваториальной Гвинеи
Герб Эритреи
Герб Эсватини
Герб Эстонии
Герб Эфиопии

## Ю

Герб Южно-Африканской Республики
Герб Южного Судана

## Я

Герб Ямайки
Императорская печать Японии